# 905 Universitas
Universitas è un asteroide della fascia principale del diametro medio di circa 21,33 km. Scoperto nel 1918, presenta un'orbita caratterizzata da un semiasse maggiore pari a 2,2157810 UA e da un'eccentricità di 0,1527678, inclinata di 5,32389° rispetto all'eclittica.
Stanti i suoi parametri orbitali, è considerato un membro della famiglia Flora di asteroidi.
Il suo nome è stato dato dallo scopritore in occasione della fondazione dell'Università di Amburgo.